# Sady (Uherské Hradiště)
Sady (do roku 1952 nazývané Derfle, něm. Derfle) jsou částí okresního města Uherské Hradiště, nacházející se asi 2,5 km jihovýchodně od jeho centra. Je zde evidováno 405 adres. Trvale zde žije 1178 obyvatel. První písemná zmínka pochází z června roku 1497, kdy patřily ke kostelu v Kunovicích. Patrně dnešní sadský kostel Narození Panny Marie se však připomíná již roku 1247, v roce 2004 v něm byly při restauračním průzkumu objeveny fresky ze 14. století. Součástí Uherského Hradiště byly Sady v letech 1943–1945, 1948–1954 a naposledy byly k městu připojeny roku 1960. Sady jsou sídlem prastaré římskokatolické farnosti.
Sady je také katastrální území o rozloze 1,79 km2. Městská část Sady leží i v katastrálním území Uherské Hradiště o výměře 2,93 km2.

## Název
Původní jméno vesnice, doložené ze 14. století, bylo Langzeile - "Dlouhá řada". Od 16. století psané záznamy ukazují české Derfle, které vzniklo hláskovou úpravou z německého Dörf(e)l - "vesnička" užívaného v němčině do 20. století. Po druhé světové válce usilovala obec o změnu pojmenování Derfle. Po zamítnutí návrhů jako jsou Dívkov, Děvín, Stalinov či Mariánské údolí, bylo 5. dubna 1950 vybráno nové pojmenování Sady podle jedné z místních tratí, které bylo oficiálně potvrzeno v roce 1952.

## Historie
Farní kronika farnosti Derfle uvádí, že první zaručené zprávy o Derfli máme teprve z XIII. století. Tehdy byla i s obcí Vésky součástí obce Dlouhá Ves - tvořena z více částí (tzv. "kul") patřila rytíři Boreši z Riesenburka. Boreš z Riesenburka roku 1258 usadil v části obce Dlouhá Ves (která byla blíže Uherskému Hradišti) německé osadníky. Následně byla i tato část Dlouhé Vsi nazvána německy - Dörfel ("vesnička"). Dle slov farní kroniky - německé obyvatelstvo postupně vymizelo a zůstalo jen německé pojmenování ryze české obce.
Ve své historii zažily Sady (Derfle), vzhledem ke své blízkosti k městu Uherské Hradiště, mnoho krušných časů. Například roku 1278 po pádu Přemysla Otakara II., ale i během opakovaných vpádů Uherských vojáků v letech 1304, 1315, 1334 a 1401. 
Derfle nějaký čas patřila také Velehradskému opatu, počátkem XIV. století panskému rodu - olomouckému biskupu Janovi VII., synu Krále Václava II., který ji přenechal roku 1341 Štěpánu z Kunovic. Roku 1366 byla Derfla držena Frankem z Kunovic, jako léno markraběte Jana. Roku 1370 Frank umírá a zanechává sirotky Jodoka a Sigmunda. Poručíkem těchto sirotků se stává Benedikt z Kravař a Strážnice, který roku 1376 prodává statek Kunovský i s Derflí Olomouckému zemskému soudci Jaroslavovi z Langenberka. 
Za husitských válek plenili okolí Uherského Hradiště (včetně Derfle) husitští vůdcové kněz Bedřich ze Strážnice a Tomáš z Vizovic. 
Roku 1437 byl majitelem Derfle Ctibor Artléb z Ostroha a Kunovic. Následně, roku 1460 Hynek z Kunovic. 
Roku 1496 byla Janem z Kunovic Derfle i s farou prodána Mikuláši z Klokoče. Ten ve své poslední vůli vše odkazuje Janu Bohuslavu ze Zvole a toto dědictví je roku 1511 potvrzeno králem Vladislavem. 

## Doprava
Sady obsluhuje Městská autobusová doprava v Uherském Hradišti.
Na hranici katastru leží železniční stanice Kunovice ležící v místě styku Vlárské dráhy (z Brna přes Veselí nad Moravou na Slovensko) s místní spojkou vedoucí přes Uherské Hradiště do Starého Města u Uherského Hradiště.

## Archeologická lokalita, DNA
V místní polní trati Špitálky, v místě archeology zvaném „Sadská výšina“ a od roku 2013 pojmenovaném „Výšina sv. Metoděje“, byly v letech 1959–1963 Vilémem Hrubým odkryty základy kostela z přelomu 8. a 9. století, který spolu s přiléhajícími menšími stavbami utvářel neopevněný dvorec církevně–mocenského charakteru. V místě bylo také odhaleno rozsáhlé pohřebiště z 9. až 12. století. Lokalita bývá označována za centrum rané křesťanské vzdělanosti a spojována s působením věrozvěsta a moravského biskupa Metoděje. Jeho domnělý hrob se však nalezl prázdný.
Počátkem 70. let 20. stol. zaznamenaly výkopové práce vedené Kristinou Marešovou na opačném svahu výšiny v poloze Sady – Horní Kotvice, osídlené již v první polovině 8. století, pestré nálezy artefaktů, dílenské objekty a železářské pece. Mohlo jít o hospodářské zázemí dvorce, bezprostředně však již zřejmě ke staroměstské aglomeraci nepřináležející.
Z výsledků genetického výzkumu, při kterém odborníci před nedávnem odebírali 340 dobrovolníků sliny pro porovnání DNA a 75 vzorků získaných z kosterních pozůstatků ze středověkého pohřebiště v Uherském Hradišti-Sadech vyplynulo, že 18 respondentů je téměř jistě potomky lidí z doby Velké Moravy, případně z následujícího období.